# قائمة زملاء الجمعية الملكية المنتخبين في 1719
هذه الصفحة تعرض قائمة زملاء الجمعية الملكية المُنتخبين لعام 1719.

## الزملاء
- John Meres [الإنجليزية]‏
- John Bellers [الإنجليزية]‏
- John Strachey (geologist) [الإنجليزية]‏
- Isaac Rand [الإنجليزية]‏
- ويليام غولد [الإنجليزية]‏
- William Man Godschall [الإنجليزية]‏
- روبرت سميث
- موسى وليامز [الإنجليزية]‏